# Горб Олег Іванович
Оле́г Іва́нович Го́рб (11 березня 1976 — 29 червня 2023) — молодший сержант Збройних Сил України, учасник російсько-української війни, який загинув у ході російського вторгнення в Україну.

## Життєпис
Народився 13 березня 1976 року в с. Лихоліти Чорнобаївського району Черкаської області. Після закінчення школи навчався в Національній академії внутрішніх справ.
Працював у Національній поліції України в Черкаській області; згодом — підприємцем у галузі деревообробки. Захоплювався грою у футбол, виступав за місцеву команду «Лихоліти».
З 2014 до 2019 рр. брав участь в АТО на сході України — спершу в добровольчому батальйоні «Дніпро», а потім у 93-й окремій механізованій бригаді. Брав участь у боях за Піски, Авдіївку, с. Кримське.
З початком російського вторгнення в Україну приєднався до підрозділу територіальної оборони, де служив водієм-електриком штурмового батальйону.
Загинув 29 червня 2023 року під час виконання бойового завдання неподалік від м. Бахмута Донецької області.
Похований на Алеї Героїв у м. Черкаси.
Залишилися батьки, дружина та двоє дітей.

## Нагороди
- орден «За мужність» III ступеня (25.09.2023) (посмертно) — за особисту мужність, виявлену у захисті державного суверенітету та територіальної цілісності України, самовіддане виконання військового обов'язку.[4]